# Электрический ток
Электри́ческий ток или электрото́к — направленное (упорядоченное) движение частиц или квазичастиц — носителей электрического заряда. Последующее электромагнитное взаимодействие между заряженными частицами осуществляется не прямо, а посредством электромагнитного поля. Скорость распространения электромагнитного взаимодействия (поля) или скорость электромагнитного излучения достигает световых скоростей, что многократно превышает скорость движения самих носителей электрического заряда.
Носителями электрического заряда могут являться: в металлах — электроны, в электролитах — ионы (катионы и анионы), в газах — ионы и электроны, в вакууме при определённых условиях — электроны, в полупроводниках — электроны или дырки (электронно-дырочная проводимость). С точки зрения квантовой теории поля переносчиком электромагнитного взаимодействия является фотон.
Иногда электрическим током называют также ток смещения, возникающий в результате изменения в пространстве электрического поля.
Электрический ток имеет следующие проявления:
- нагревание проводников (не происходит в сверхпроводниках);
- изменение химического состава проводников (наблюдается преимущественно в электролитах);
- создание магнитного поля (проявляется у всех без исключения проводников)[3].

## Классификация
Если заряженные частицы движутся внутри макроскопических тел относительно той или иной среды, то такой ток называют электрический ток проводимости. Если движутся макроскопические заряженные тела (например, заряженные капли дождя), то этот ток называют конвекционным.
Различают постоянный и переменный электрические токи, а также всевозможные разновидности переменного тока. В таких понятиях часто слово «электрический» опускают.
- Постоянный ток — ток, направление и величина которого не меняются во времени.

- Переменный ток — электрический ток, изменяющийся во времени[9]. Под переменным током понимают любой ток, не являющийся постоянным.

- Периодический ток — электрический ток, мгновенные значения которого повторяются через равные интервалы времени в неизменной последовательности[9].

- Синусоидальный ток — периодический электрический ток, являющийся синусоидальной функцией времени[9]. Среди переменных токов основным является ток, величина которого изменяется по синусоидальному закону[10]. В этом случае потенциал каждого конца проводника изменяется по отношению к потенциалу другого конца проводника попеременно с положительного на отрицательный и наоборот, проходя при этом через все промежуточные потенциалы (включая и нулевой потенциал). В результате возникает ток, непрерывно изменяющий направление: при движении в одном направлении он возрастает, достигая максимума, именуемого амплитудным значением, затем спадает, на какой-то момент становится равным нулю, потом вновь возрастает, но уже в другом направлении и также достигает максимального значения, спадает, чтобы затем вновь пройти через ноль, после чего цикл всех изменений возобновляется.

- Квазистационарный ток — «относительно медленно изменяющийся переменный ток, для мгновенных значений которого с достаточной точностью выполняются законы постоянных токов» (БСЭ)[11]. Этими законами являются закон Ома, правила Кирхгофа и другие. Квазистационарный ток, так же как и постоянный ток, имеет одинаковую силу тока во всех сечениях неразветвлённой цепи. При расчёте цепей квазистационарного тока из-за возникающей э. д. с. индукции ёмкости и индуктивности учитываются как сосредоточенные параметры. Квазистационарными являются обычные промышленные токи, кроме токов в линиях дальних передач, в которых условие квазистационарности вдоль линии не выполняется[11]. Электромагнитные возмущения распространяются по электрической цепи со скоростью света, поэтому для периодически изменяющихся токов условие квазистационарности имеет вид: {\displaystyle \tau ={\frac {l}{c}}\ll T}, где {\displaystyle l} — характерные размеры электрической цепи, {\displaystyle c} — скорость света, {\displaystyle T} — период изменений. Например, ток промышленной частоты 50 Гц квазистационарен для цепей протяжённостью до 100 км.[12]

- Ток высокой частоты — переменный ток, (начиная с частоты приблизительно в десятки кГц), для которого становятся значимыми такие явления[13], как излучение электромагнитных волн и скин-эффект. Кроме того, если длина волны излучения переменного тока становится сравнимой с размерами элементов электрической цепи, то нарушается условие квазистационарности, что требует особых подходов к расчёту и проектированию таких цепей (см. Длинная линия, СВЧ-диапазон).

- Пульсирующий ток — это периодический электрический ток, среднее значение которого за период отлично от нуля[9].

- Однонаправленный ток — это электрический ток, не изменяющий своего направления[9].

### Вихревые токи
Вихревые токи (токи Фуко) — «замкнутые электрические токи в массивном проводнике, которые возникают при изменении пронизывающего его магнитного потока», поэтому вихревые токи являются индукционными токами. Чем быстрее изменяется магнитный поток, тем сильнее вихревые токи. Вихревые токи не текут по определённым путям в проводах, а замыкаясь в проводнике образуют вихреобразные контуры.
Существование вихревых токов приводит к скин-эффекту, то есть к тому, что переменный электрический ток и магнитный поток распространяются в основном в поверхностном слое проводника. Нагрев вихревыми токами проводников приводит к потерям энергии, особенно в сердечниках катушек переменного тока. Для уменьшения потерь энергии на вихревые токи применяют деление магнитопроводов переменного тока на отдельные пластины, изолированные друг от друга и расположенные перпендикулярно направлению вихревых токов, что ограничивает возможные контуры их путей и сильно уменьшает величину этих токов. При очень высоких частотах вместо ферромагнетиков для магнитопроводов применяют магнитодиэлектрики, в которых из-за очень большого сопротивления вихревые токи практически не возникают.

## Характеристики

### Направление тока
Исторически принято, что направление тока совпадает с направлением движения положительных зарядов в проводнике. При этом, если единственными носителями тока являются отрицательно заряженные частицы (например, электроны в металле), то направление тока противоположно направлению движения заряженных частиц.

### Дрейфовая скорость электронов
Скорость (дрейфовая) направленного движения частиц в проводниках, вызванного внешним полем, зависит от материала проводника, массы и заряда частиц, окружающей температуры, приложенной разности потенциалов и составляет величину, намного меньшую скорости света. За 1 секунду электроны в проводнике перемещаются за счёт упорядоченного движения меньше чем на 0,1 мм— в 20 раз меньше скорости улитки. Несмотря на это, скорость распространения собственно электрического тока равна скорости света (скорости распространения фронта электромагнитной волны). То есть то место, где электроны изменяют скорость своего движения после изменения напряжения, перемещается со скоростью распространения электромагнитных колебаний.

### Сила и плотность тока
Электрический ток имеет количественные характеристики: скалярную — силу тока, и векторную — плотность тока.
Сила тока — физическая величина, равная отношению количества заряда {\displaystyle \Delta Q}, прошедшего за некоторое время {\displaystyle \Delta t} через поперечное сечение проводника, к величине этого промежутка времени.
{\displaystyle I={\frac {\Delta Q}{\Delta t}}.}
Сила тока в Международной системе единиц (СИ) измеряется в амперах (русское обозначение: А; международное: A).
По закону Ома сила тока {\displaystyle I} на участке цепи прямо пропорциональна напряжению {\displaystyle U}, приложенному к этому участку цепи, и обратно пропорциональна его сопротивлению {\displaystyle R}:
{\displaystyle I={\frac {U}{R}}.}
Если на участке цепи электрический ток не постоянный, то напряжение и сила тока постоянно изменяется, при этом у обычного переменного тока средние значения напряжения и силы тока равны нулю. Однако средняя мощность выделяемого при этом тепла нулю не равна. Поэтому применяют следующие понятия:
- мгновенные напряжение и сила тока, то есть действующие в данный момент времени.
- амплитудные напряжение и сила тока, то есть максимальные абсолютные значения
- эффективные (действующие) напряжение и сила тока определяются тепловым действием тока, то есть имеют те же значения, которые они имеют у постоянного тока с таким же тепловым эффектом[15].

Плотность тока — вектор, абсолютная величина которого равна отношению силы тока, протекающего через некоторое сечение проводника, перпендикулярное направлению тока, к площади этого сечения, а направление вектора совпадает с направлением движения положительных зарядов, образующих ток.
Согласно закону Ома в дифференциальной форме плотность тока в среде {\displaystyle {\vec {j}}} пропорциональна напряжённости электрического поля {\displaystyle {\vec {E}}} и проводимости среды {\displaystyle \ \sigma }:
{\displaystyle {\vec {j}}=\sigma {\vec {E}}.}

### Мощность
При наличии тока в проводнике совершается работа против сил сопротивления. Электрическое сопротивление любого проводника состоит из двух составляющих:
- активное сопротивление — сопротивление теплообразованию;
- реактивное сопротивление — «сопротивление, обусловленное передачей энергии электрическому или магнитному полю (и обратно)» (БСЭ)[16].

Как правило, большая часть работы электрического тока выделяется в виде тепла. Мощностью тепловых потерь называется величина, равная количеству выделившегося тепла в единицу времени. Согласно закону Джоуля — Ленца мощность тепловых потерь в проводнике пропорциональна силе протекающего тока и приложенному напряжению:
{\displaystyle P=IU=I^{2}R={\frac {U^{2}}{R}}}
Мощность измеряется в ваттах.
В сплошной среде объёмная мощность потерь {\displaystyle p} определяется скалярным произведением вектора плотности тока {\displaystyle {\vec {j}}} и вектора напряжённости электрического поля {\displaystyle {\vec {E}}} в данной точке:
{\displaystyle p=\left({\vec {j}}{\vec {E}}\right)=\sigma E^{2}={\frac {j^{2}}{\sigma }}}
Объёмная мощность измеряется в ваттах на кубический метр.
Сопротивление излучению вызвано образованием электромагнитных волн вокруг проводника. Это сопротивление находится в сложной зависимости от формы и размеров проводника, от длины излучаемой волны. Для одиночного прямолинейного проводника, в котором везде ток одного направления и силы, и длина которых L значительно меньше длины излучаемой им электромагнитной волны {\displaystyle \lambda }, зависимость сопротивления от длины волны и проводника относительно проста:
{\displaystyle R=3200\left({\frac {L}{\lambda }}\right)}
Наиболее применяемому электрическому току со стандартной частотой 50 Гц соответствует волна длиной около 6 тысяч километров, именно поэтому мощность излучения обычно пренебрежительно мала по сравнению с мощностью тепловых потерь. Однако, с увеличением частоты тока длина излучаемой волны уменьшается, соответственно возрастает мощность излучения. Проводник, способный излучать заметную энергию, называется антенной.

### Частота
Понятие частоты относится к переменному току, периодически изменяющему силу или направление. Сюда же относится наиболее часто применяемый ток, изменяющийся по синусоидальному закону.
Период переменного тока — наименьший промежуток времени (выраженный в секундах), через который изменения силы тока (и напряжения) повторяются. Количество периодов, совершаемое током за единицу времени, носит название частота. Частота измеряется в герцах, один герц (Гц) соответствует одному периоду в секунду.

### Ток смещения
Иногда для удобства вводят понятие тока смещения. В уравнениях Максвелла ток смещения присутствует на равных правах с током, вызванным движением зарядов. Интенсивность магнитного поля зависит от полного электрического тока, равного сумме тока проводимости и тока смещения. По определению, плотность тока смещения {\displaystyle {\vec {j}}_{D}} — векторная величина, пропорциональная скорости изменения электрического поля {\displaystyle {\vec {E}}}:
{\displaystyle {\vec {j}}_{D}=\varepsilon _{0}\varepsilon {\frac {\partial {\vec {E}}}{\partial t}}},
где {\displaystyle \varepsilon _{0}} — электрическая постоянная, а {\displaystyle \varepsilon } — диэлектрическая проницаемость. При изменении электрического поля, так же, как и при протекании тока, происходит генерация магнитного поля, что делает эти два процесса похожими друг на друга. Кроме того, изменение электрического поля обычно сопровождается переносом энергии. Например, при зарядке и разрядке конденсатора, несмотря на то, что между его обкладками не происходит движения заряженных частиц, говорят о протекании через него тока смещения, переносящего некоторую энергию и своеобразным образом замыкающего электрическую цепь. Ток смещения {\displaystyle I_{D}} в конденсаторе определяется по формуле:
{\displaystyle I_{D}={\frac {{\rm {d}}Q}{{\rm {d}}t}}=-C{\frac {{\rm {d}}U}{{\rm {d}}t}}},
где {\displaystyle Q} — заряд на обкладках конденсатора, {\displaystyle U} — разность потенциалов между обкладками, {\displaystyle C} — ёмкость конденсатора.
Ток смещения не является электрическим током, поскольку не связан с перемещением электрического заряда.

## Основные типы проводников
В отличие от диэлектриков в проводниках имеются свободные носители нескомпенсированных зарядов, которые под действием силы, как правило разности электрических потенциалов, приходят в движение и создают электрический ток. Вольт-амперная характеристика (зависимость силы тока от напряжения) является важнейшей характеристикой проводника. Для металлических проводников и электролитов она имеет простейший вид: сила тока прямо пропорциональна напряжению (закон Ома).
Металлы — здесь носителями тока являются электроны проводимости, которые принято рассматривать как электронный газ, отчётливо проявляющий квантовые свойства вырожденного газа.
Плазма — ионизированный газ. Электрический заряд переносится ионами (положительными и отрицательными) и свободными электронами, которые образуются под действием излучения (ультрафиолетового, рентгеновского и других) и (или) нагревания.
Электролиты — «жидкие или твёрдые вещества и системы, в которых присутствуют в сколько-нибудь заметной концентрации ионы, обусловливающие прохождение электрического тока». Ионы образуются в процессе электролитической диссоциации. При нагревании сопротивление электролитов падает из-за увеличения числа молекул, разложившихся на ионы. В результате прохождения тока через электролит ионы подходят к электродам и нейтрализуются, оседая на них. Законы электролиза Фарадея определяют массу вещества, выделившегося на электродах.
Существует также электрический ток электронов в вакууме, который используется в электронно-лучевых приборах.

## Электрические токи в природе
Атмосферное электричество — электричество, которое содержится в воздухе. Впервые показал присутствие электричества в воздухе и объяснил причину грома и молнии Бенджамин Франклин. В дальнейшем было установлено, что электричество накапливается в сгущении паров в верхних слоях атмосферы, и указаны следующие законы, которым следует атмосферное электричество:
- при ясном небе, так же как и при облачном, электричество атмосферы всегда положительное, если на некотором расстоянии от места наблюдения не идёт дождь, град или снег;
- напряжение электричества облаков становится достаточно сильным для выделения его из окружающей среды лишь тогда, когда облачные пары сгущаются в дождевые капли, доказательством чего может служить то, что разрядов молний не бывает без дождя, снега или града в месте наблюдения, исключая возвратный удар молнии;
- атмосферное электричество увеличивается по мере возрастания влажности и достигает максимума при падении дождя, града и снега;
- место, где идёт дождь, является резервуаром положительного электричества, окружённым поясом отрицательного, который, в свою очередь, заключён в пояс положительного. На границах этих поясов напряжение равно нулю[19]. Движение ионов под действием сил электрического поля формирует в атмосфере вертикальный ток проводимости со средней плотностью, равной около (2÷3)·10−12 А/м².

Полный ток, текущий на всю поверхность Земли, при этом составляет приблизительно 1800 А.
Молния является естественным искровым электрическим разрядом. Была установлена электрическая природа полярных сияний. Огни святого Эльма — естественный коронный электрический разряд.
Биотоки — движение ионов и электронов играет весьма существенную роль во всех жизненных процессах. Создаваемый при этом биопотенциал существует как на внутриклеточном уровне, так и у отдельных частей тела и органов. Передача нервных импульсов происходит при помощи электрохимических сигналов. Некоторые животные (электрические скаты, электрический угорь) способны накапливать потенциал в несколько сот вольт и используют это для самозащиты.

## Применение
При изучении электрического тока было обнаружено множество его свойств, которые позволили найти ему практическое применение в различных областях человеческой деятельности, и даже создать новые области, которые без существования электрического тока были бы невозможны. После того, как электрическому току нашли практическое применение, и по той причине, что электрический ток можно получать различными способами, в промышленной сфере возникло новое понятие — электроэнергетика.
Электрический ток используется как носитель сигналов разной сложности и видов в разных областях (телефон, радио, пульт управления, кнопка дверного замка и так далее).
В некоторых случаях появляются нежелательные электрические токи, например блуждающие токи или ток короткого замыкания.

### Использование электрического тока как носителя энергии
- получения механической энергии во всевозможных электродвигателях,
- получения тепловой энергии в нагревательных приборах, электропечах, при электросварке,
- получения световой энергии в осветительных и сигнальных приборах,
- возбуждения электромагнитных колебаний высокой частоты, сверхвысокой частоты и радиоволн,
- получения звука,
- получения различных веществ путём электролиза, зарядка электрических аккумуляторов. Здесь электромагнитная энергия превращается в химическую,
- создания магнитного поля (в электромагнитах).

### Использование электрического тока в медицине
- диагностика — биотоки здоровых и больных органов различны, при этом бывает возможно определить болезнь, её причины и назначить лечение. Раздел физиологии, изучающий электрические явления в организме называется электрофизиология.
  - Электроэнцефалография — метод исследования функционального состояния головного мозга.
  - Электрокардиография — методика регистрации и исследования электрических полей при работе сердца.
  - Электрогастрография — метод исследования моторной деятельности желудка.
  - Электромиография — метод исследования биоэлектрических потенциалов, возникающих в скелетных мышцах.
- Лечение и реанимация: электростимуляция определённых областей головного мозга; лечение болезни Паркинсона и эпилепсии, также для электрофореза. Водитель ритма, стимулирующий сердечную мышцу импульсным током, используют при брадикардии и иных сердечных аритмиях.

## Безопасность

### Поражение электрическим током
Тело человека является проводником электрического тока. Сопротивление человека при сухой и неповреждённой коже колеблется от 3 до 100 кОм.
Ток, пропущенный через организм человека или животного, приводит к следующим воздействиям:
- термическому (ожоги, нагрев и повреждение кровеносных сосудов);
- электролитическому (разложение крови, нарушение физико-химического состава);
- биологическому (раздражение и возбуждение тканей организма, судороги);
- механическому (разрыв кровеносных сосудов под действием давления пара, полученного нагревом током крови).

Основным фактором, обуславливающим исход поражения током, является величина тока, проходящего через тело человека. По технике безопасности электрический ток классифицируется следующим образом:
- безопасным считается ток, длительное прохождение которого через организм человека не причиняет ему вреда и не вызывает никаких ощущений, его величина не превышает 50 мкА (переменный ток 50 Гц) и 100 мкА постоянного тока;
- минимально ощутимый человеком переменный ток составляет около 0,6—1,5 мА (переменный ток 50 Гц) и 5—7 мА постоянного тока;
- пороговым неотпускающим называется минимальный ток такой силы, при которой человек уже неспособен усилием воли оторвать руки от токоведущей части. Для переменного тока это около 10—15 мА, для постоянного — 50—80 мА;
- фибрилляционным порогом называется сила переменного тока (50 Гц) около 100 мА и 300 мА постоянного тока, воздействие которого дольше 0,5 с с большой вероятностью вызывает фибрилляцию сердечных мышц. Этот порог одновременно считается условно смертельным для человека.

Электробезопасность
Включает в себя правовые, социально-экономические, организационно-технические, санитарно-гигиенические, лечебно-профилактические, реабилитационные и иные мероприятия. Правила электробезопасности регламентируются правовыми и техническими документами, нормативно-технической базой. Знание основ электробезопасности обязательно для персонала, обслуживающего электроустановки и электрооборудование.
В России, в соответствии с Правилами технической эксплуатации электроустановок потребителей и Правилами по охране труда при эксплуатации электроустановок, установлено 5 квалификационных групп по электробезопасности в зависимости от квалификации и стажа работника и напряжения электроустановок.

### Воздействие излучения
В России нормативными документами, регламентирующими предельно допустимые уровни (ПДУ) воздействия электромагнитного излучения, являются:
- ГОСТ 12.1.006-84 «ССБТ. Электромагнитные поля радиочастот. Допустимые уровни»,
- с 2021-03-01 действует СанПиН 1.2.3685-21 «Гигиенические нормативы и требования к обеспечению безопасности и (или) безвредности для человека факторов среды обитания»[23].

Допустимые уровни излучения различных передающих радиотехнических средств на частотах >300 МГц в санитарно-селитебной зоне в некоторых странах заметно различаются:
- Россия, Украина, Польша, Беларусь, Казахстан: 10 мкВт/см²;
- США, Европа (за исключением некоторых стран), Япония, Корея: 200—1000 мкВт/см²[24][25];
- Канада: 130—2000 мкВт/см²[26];
- Китай: 10 — 40 — 2000 мкВт/см²[27][28].